# География на Куба
Куба е държава в Северна Америка, заемаща най-големия от Големите Антилски острови – остров Куба, остров Хувентуд и още около 1600 малки островчета и скали, повечето от които са ненаселени. Дължината на Куба от запад на изток е 1114 km, а ширината – до 162 km. Площта на страната възлиза на 109 884 km², а населението към 1 януари 2019 г. – 11 183 470 души. Столица е град Хавана.

## Брегове
На север и североизток бреговете на страната се мият от водите на Атлантическия океан, а на запад – от водите на Мексиканския залив. На северозапад Флоридския проток я отделя от полуостров Флорида на САЩ, на запад Юкатанския проток – от полуостров Юкатан на Мексико, а на изток Наветрения проток – от остров Еспаньола. Южните брегове на Куба се мият от водите на Карибско море. Общата дължина на бреговата линия е 5746 km. По северното крайбрежие преобладават равнинните и ерозионно-тектонските брегове. В близост до брега са разположени 3 архипелага (Елаг Лос Колорадос, Сабана и Камагуей), съставени от стотици малки островчета и рифове, които заграждат от север вътрешни заливи-лагуни: Гуанаакабибес, Кабаняс, Мариел, Хавана, Матансас, Карденас, Санта Клара, Буенависта, Перос, Хигуей, Ла Глория, Нуевитас, Нипе и много други. Югоизточните брегове са предимно праволинейни, като тук най-големия залив е Гуантанамо. Южните брегове, както и тези на остров Хувентуд са от делтов тип и биогенни (коралови и мангрови). Тук също са разположени множество малки островчета, групирани в два архипелага (Хардинес де ла Рейна и Лос Канареос. Най-големите заливи по южното крайбрежие са Гуанакаябо, Сантяго де Куба, Ана Мария, Сиенфуегос, Кочинос (Заливът на прасетата), Броа, Батабана, Кортес, Кориентес и др.
Крайни точки:
- крайна северна точка – 23°16′37″ с. ш. 80°54′10″ з. д. / 23.276944° с. ш. 80.902778° з. д., остров Крус дел Падре, в архипелага Сабана, на брега на Флоридския проток.
- крайна южна точка – 19°49′35″ с. ш. 77°40′35″ з. д. / 19.826389° с. ш. 77.676389° з. д., на брега на Карибско море.
- крайна западна точка – 21°51′47″ с. ш. 84°57′07″ з. д. / 21.863056° с. ш. 84.951944° з. д., нос Сан Антонио, на брега на Юкатанския проток.
- крайна източна точка – 20°12′38″ с. ш. 74°07′54″ з. д. / 20.210556° с. ш. 74.131667° з. д., нос Кемадо, на брега на Наветрения проток.

## Релеф
Релефът на Куба е предимно равнинен. Морските акумулативни и абразионно-акумулативни, на места стъпаловидни равнини заемат периферните части на острова (полуостровите Гуанаакабибес, Сапата), южната част на остров Хувентуд и крайбрежните архипелази. За вътрешните райони на страната са характерни делтовите (флувиално-морски) и ерозионно-акумулативните (флувиални) равнини, често образуващи подножията на централните възвишения, а също и обширни денудационни равнини, формирали се на изхода на основните скални породи изграждащи острова. Възвишенията и планините заемат около 1/3 от територията на Куба. На запад те са представени от серия от хорстови масиви (Сиера де лос Органос и Сиера дел Росарио), с височина 400 – 600 m, образуващи планината Кордилера де Гуанигуанико (връх Пан де Гуахайбон, 699 m). Многочислени верижни и остатъчни възвишения, с височини до 500 m, са разположени по протежението на целия остров – Хавана Матансас (358 m), Бехукал Мадруга (293 m), Санта Клара (478 m), Нордесте де Лас Виляс (443 m). В централната част на острова се издига дълбоко разчленения масив Сиера дел Ескамбрай (Гуамуая, пик Сан Хуан 1140 m). На изток преобладават остатъчните възвишения – Сиера де Кубитас (330 m), Сиера де Нахаса (312 m), Манябон.
Най-високите планини заемат крайните югоизточни части на Куба. Покрай южния бряг се простира силно разчленения масив Сиера Маестра (връх Туркино (1972 m), най-високата точка на страната). На изток е разположена група от сводово-блокови масиви – Сиера де Нипс (995 m), Сиера дел Кристал (1231 m), Кучиляс де Муа (1175 m), Кучиляс де Тоа (1011 m), Сиера дел Пурял (1176 m) и Кучиляс де Баракоа (788 m). Вследствие на разпространението на карбонатните скали в Куба масово са развити карстови форми на релефа. За планините в западните и източните части на страната е характерен кулообразния и куполовидния карст „моготес“. Крайбрежните равнини изобилстват от карстови ували и воронки, а към възвишенията са привързани многочислени пещери, карови полета и др.
- Пик Туркино
- Масива Сиера Маестра
- Долина Де-лос-Инхеньос
- Долина Виньялес

## Геоложки строеж, полезни изкопаеми
Остров Куба представлява мегантикинорий, който влиза в състава на Антило-Карибската област на нагънатия геосинклинален пояс на Кордилерите. В алпийската структура на острова се обособяват 2 структурни етажа: долен – геосинклинален (горноюрски и средноеоценски) и горен – орогенен, със скали от олигоцена до настоящето. Във вътрешността на долния структурен етаж са обособени 3 зони: северна – миогеосинклинална, изградена предимно плитководни карбонатни наслаги с голяма мощност (до 5000 m); южна – евгеосинклинална, запълнена с вулканогенно-седиментни слоеве с основни скали с мощност 4000 – 5000 m, и разположената между тях средна зона, в която преобладават дълбоководните силициево-карбонатни скали (мощност 300 – 500 m). Интензивно нагънатите деформации, съпровождащи се с тектонски покривки и наслагване на големи масиви от ултрабазити, габро и гранодиорити, обхващат два пъти този комплекс от наслаги през горната креда и средния еоцен. Скалите от горния структурен етаж, са изградено предимно от карбонатно-теригенни образувания, разбити са на серии от вертикални разломи и се разполагат несъгласувано върху по-древни наслаги. Те запълват наложените падини и грабени, усложняващи формирането на ранния антиклинорий. Формирането на находищата на основните полезни изкопаеми на Куба – медни (Пинар дел Рио, Ориенте), манганови (Ориенте), хромови (Камагуей) и други руди е свързано с времената на образуването на скалите от долния структурен етаж. През антропогена в тези скали са възникнали находищата на никелови руди и каолин (на остров Хувентуд).

## Климат
Климатът на Куба е тропичен, пасатен, с ясно изразен дъждовен сезон от май до октомври. Средната януарска температура е 22,5°С, а средната августовска 27,8°С. Минималните температури не са по-ниски от 5°С, а максималните достигат до 40°С. Годишната сума на валежите в равнините е 1000 – 1200 mm, а в планините до 2200 mm. През сезона на дъждовете се наблюдават два максимума. Юнският максимум съответства на зениталните дъждове, а октомврийският е свързан с преминаването на тропическия фронт, по линията на който възникват разрушителни урагани, засягащи главно западните райони на страната. Сухият сезон продължава от ноември до април и е най-ярко изразен в равнините на юг (основно в басейна на река Кауто).

## Води
Реките на Куба са къси и маловодни. В страната протичат около 600 реки с дължина над 10 km, като 2/5 от тях текат на север, а останалите на юг. Най-големите реки са: Кауто (343 km), Саса (145 km), Тоа (131 km), Агабама (118 km), Кулгуотехе (112 km). Подхранването им е предимно дъждовно. Колебанията на нивата им съответстват на режима на валежите. 80% от техния отток е през есента. Теченията на много от тях са съпроводени от бързеи и прагове. В карстовите области се срещат изчезващи и подземни реки. Най-голямото естествено езеро е Лече (67 km²).

## Почви, растителност
До началото на колонизацията на страната горите са покривали над 50% от нейната територия, а сега – около 10% и основно са се запазили в планинските и заблатените райони. Върху влажните червени и червено-кафяви почви в равнините и ниските склонове на масивите растат тропически гори, съставени от многочислени листопадни и вечнозелени видове, в т.ч. кралска палма и палма кана. Към по-сухите и каменисти почви на запад (провинция Пинар дел Рио), на изток (в планинските масиви) и на остров Хувентуд са привързани значителните масиви от борови гори. Някои райони (басейна на река Кауто) са заети от тревисти савани. За районите по югоизточното крайбрежие и някои други са характерни съобщества от бодливи дребнолистни храсти с примеси от кактуси и агаве. В процеса на усвояване на нови територии за селско стопанство горите в равнините са били напълно унищожени. При тяхното разчистване някои от дърветата, в т.ч. кралската палма, са оставени непипнати, поради което съвременните равнинни ландшафти на Куба външно напомнят на палмова савана. Кралската палма е изобразена и на националния герб на страната. За някои части от крайбрежията са характерни мангровите гори. Над 50% от флората на Куба са ендемити.

## Животински свят
Животинският свят на Куба се отличава с малкото число на гръбначните животни и значителното количество на ендемитите. Сред бозайниците най-характерни са кубинският соленодон (днес почти изтребен), гризачите хутия, 23 вида прилепи. Има над 300 вида птици, много от които само зимуват на острова. Най-характерните местни видове са: колибри, папагал ара, малък белоглав лешояд. Срещат се гущери, костенурки, крокодили, малки змии боа и други неотровни змии. От насекомите най-характерни са термитите и светулките кокуйо, а от ракообразните – сухопътните крабове и ракът отшелник.

## Природни райони
В зависимост от релефа, геоложкия строеж, климата, почвената и растителната покривка територията на Куба се поделя на 5 природни района:
- Западен район – отличава се с мозаечния си геоложки строеж и релеф и със слабо проявление на тропически карст. Разполага с големи ресурси от подземни води. Естествените ландшафти са почти напълно заменени от селскостопански земи и градски селища.
- Централен район – включва планинския масив Сиера дел Ескамбрай, обкръжаващите го равнини и възвишения. Има гъста речна мрежа и много блата. Горите са се съхранили само в планините и то предимно в дълбоките дефилета, а равнините са заети от плантации с разнообразни селскостопански култури.
- Централноизточен район – най-равнинен. Горите са напълно унищожени и са заменени с плантации от захарна тръстика.
- Югоизточен район – предимно планински, със силно разчленен релеф и относително пълноводни реки. В планините има участъци с тропически гори и пасища, а по склоновете – плантации със захарна тръстика и кафе.
- Южен район – включва основно остров Хувентуд и хилядите малки островчета. На повърхността на пенеплена се издигат малки и ниски остатъчни възвишения. Има изобилие от карстови форми и много блата. Липсва повърхностен отток. Горите са почти унищожени и обширни площи са заети от пасища и плантации с цитрусови култури.[1]